# サンバーナーディーノ列車脱線事故
サンバーナーディーノ列車脱線事故（ダフィー・ストリート列車事故としても知られている）は、関連した2つの別個の事故の総称である。
ひとつは、1989年5月12日にアメリカ合衆国のカリフォルニア州サンバーナーディーノで発生した列車脱線事故であり、もうひとつは、引き続いて同年5月25日に発生した、事故復旧作業にあたっていた重機による石油パイプラインの損傷火災事故である。

## 列車脱線事故

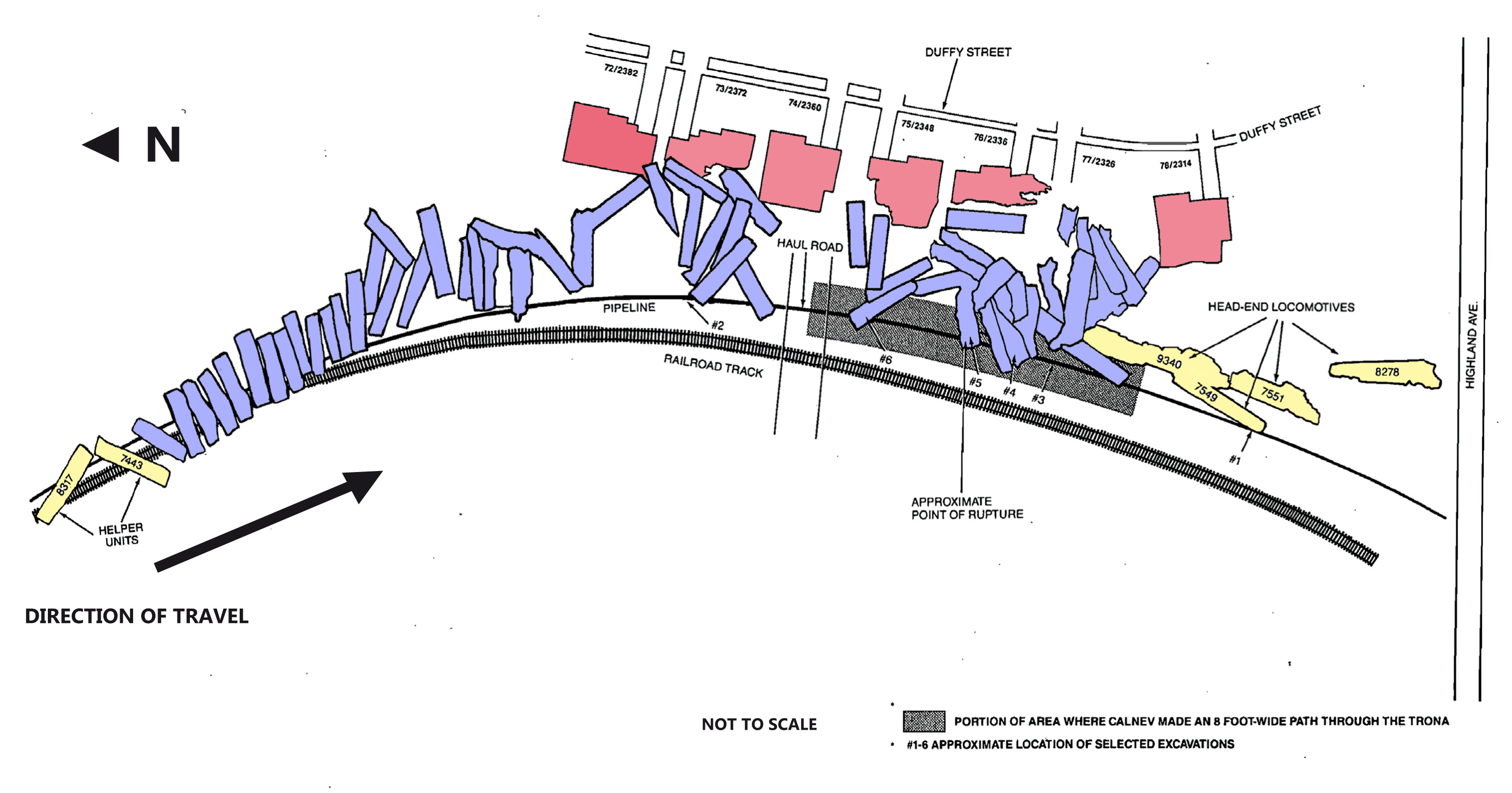
脱線によって多くの車輌がパイプラインに乗り上げ、近くの家屋までもが破壊された

1989年5月12日午前7時36分（太平洋夏時間: 以下同じ）、カホン峠を下ってきたサザン・パシフィック鉄道の貨物列車（本務機関車4両（先頭から SP 8278, SP 7551, SP 7549, SP 9340 の順）と貨車等69両、後補機2両（SP 7443 - SP 8317）を連結した SP 7551 East 列車）が高速で脱線転覆し、さらに「ダフィー・ストリート」と呼ばれる住宅地に突っ込んだ。事故現場はカホン川低地帯とフットヒル・フリーウェイ（ルート210）の交差部のちょうど北東部にあたる。
この事故により、列車先頭の本務機関車4ユニット先頭の第1ユニット乗務の車掌と第3ユニット乗務の制動手、および沿線住民の子供2名が死亡し、家屋11棟に影響が及んだ。また、列車は全ての車両が損壊（うち貨車69両すべてと最後尾1両を除く車両が大破）し、沿線の7棟が倒壊した。この事故は、モハベ駅の係員が列車重量の計算をミスしたことに加え、機関士および乗務員らが誰も複数の後部補機 SP 8317 の発電ブレーキが故障していることを知らされずに、制動力が不足したままの状態で下り勾配にさしかかったため、加速を止められずに列車が暴走したことが原因である。報告書では正常に発電ブレーキが動作したのは機関車計6両のうち3両だけだったと結論づけている。
下り勾配で速度が落ちないことから、機関士が発電ブレーキが効いていないことに気づいて非常ブレーキをかけたが、実はこの非常ブレーキ操作によって自動的に発電ブレーキが解除される仕組みだったため、かえって列車は速度をより上げる結果となった。そして列車は110マイル毎時 (177 km/h)まで加速し、ダフィー・ストリート手前のカーブで先頭部の機関車（本務機）、69両すべての貨車そして後補機の1両が脱線し、沿線の住宅に衝突した。なおサンバーナーディーノのカーブを通過する列車の速度制限は30マイル毎時 (48 km/h)である。
機関車から回収されたブラックボックスの解析により、先頭部の第3機関車ユニット (SP 7549) については、実際には発電ブレーキの動作音がしていたにも関わらず発電ブレーキが故障していることが事前に報告されており全く効かない状態であったことが明らかとなった。また、複数機関車からなる後補機を運転していた機関士が自身が運転するそれら機関車のブレーキに異常があったにもかかわらず、本務機に対してその報告を怠っていたことが事故後明らかとなった。この事故の背景は、重量計算ミスおよび乗務員同士のコミュニケーション不足、ブレーキ装置の不良という複数の要因が介在しているが、結果として、機関車の制動能力を超えた貨車総重量約9,000トンと見積もられた、牽引機関車のブレーキ力に比して過積載の貨物列車は、下り勾配で重い貨車が機関車を押し下げ、急激に加速し運行基準を大きく上回る大幅に速度超過に陥った。この速度に対してダフィー・ストリート手前のカーブの線形があまりに急カーブであったため、列車は線路に沿ってカーブを曲がりきれずにそのまま脱線・暴走した。

## 石油パイプラインの破裂と出火
当該事故現場では線路用地に沿って地下4–8フィート (1.22–2.44 m)に直径14インチ (35.6 cm)高圧石油輸送パイプラインが敷設されていた。事故車両の撤去時にパイプラインの位置は確認され、事故車両車両の撤去に際しパイプライン埋設部を避けるようマーキングされていたが気づかずにパイプラインを損傷したことから、脱線事故から13日後の1989年5月22日午前8時05分にこのパイプラインが破裂して、石油が付近一帯に噴出、さらに引火して大火災となった。これにより2人が死亡し、7棟が全焼、2棟が半焼した。パイプラインの圧力低下がパイプの破裂と気づかずポンプを動かしたことで被害が拡大した。

## 事故後について

### 事故原因への対応
サザン・パシフィック鉄道は貨物列車重量の計量方法を変更した。すなわち、すべての貨車について係員がそれぞれの最大まで積載されたものと仮定して個々の重量を計算して列車重量の最大値を求め、機関士がこの列車重量で十分な制動を得られるだけの最低限必要な制動力を明確に認識できるようにし、それに応じた機関車の両数・機種等を設定・選択できるようにシステムを改めた。

### 事故で損失した車両
先頭部の機関車4ユニット全て（SP 8278、SP 7551、SP 7549 および SP 9340）が全損。補機2ユニット（SP 8317、SP 7443）は脱線したものの、修復された。なお、SP 8317はサザン・パシフィック鉄道に復帰せずHelm Leasingへ売却され、SP 7443は2000年3月17日に退役したのち、5インチ6フィート軌間に改修されてブラジル MRS-Logistica #5313として活躍した。
69両の貨車は全て脱線し、事故現場で解体された。

## 映像化
- 日本テレビ『世界まる見え!テレビ特捜部』（2010年2月22日放送）
- TBSテレビ『世界衝撃映像100連発 カメラが見た劇的瞬間』（2020年5月18日放送）

## 参考資料
（いずれも原語：英語）
- Railroad accident report—Derailment of Southern Pacific Transportation Company freight train on May 12, 1989 and subsequent rupture of Calnev petroleum pipeline on May 25, 1989—San Bernardino, California (PDF) (Report). NTSB. 19 June 1990. 2023年12月14日閲覧。
- Warren, Jennifer. "Derailed Train's Load Said Above Crew's Figures." Los Angeles Times. May 17, 1989, A3.
- "The Great San Bernardino Train Wreck" by Hatch & Judy Graham